# Bulbophyllum pampangense
Bulbophyllum pampangense là một loài phong lan thuộc chi Bulbophyllum.